# جينا رولاندز
جينا رولاندز (بالإنجليزية: Gena Rowlands)‏ (19 يونيو 1930 - 14 أغسطس 2024)، ممثلة أمريكية، اشتهرت بتأدية أدوار البطولة في أفلام زوجها الأول المخرج جون كاسافيتز، حاصلة على جوائز إيمي وغولدن غلوب ورُشحت لجائزتي أوسكار.
أدّت أدوار البطولة في عشرة أفلام للمخرج جون كاسافيتز الذي تزوجته لـ35 عاماً حتى وفاته عام 1989.
وبفضل أدائها في فيلم «ايه وومن أندر ذي انفلونس» (1974) الذي تولّت فيه دور ربة منزل تتدهور صحتها الذهنية، فازت بجائزة «غولدن غلوب» ورُشّحت لنيل أوسكار أفضل ممثلة. ورُشّحت مرة ثانية لنيل جائزة أوسكار عن دورها في فيلم «غلوريا» (1980). وشاركت خلال مسيرتها الفنية بعروض مسرحية وأعمال تلفزيونية، ونالت أربع جوائز «إيمي» وجائزة «غولدن غلوب» أخرى. وتولّى ابنها نيك كاسافيتس إخراج فيلم «ذي نوت بوك» الرومانسي (2004) الذي أدّت فيه أحد الأدوار. وتقاعدت من التمثيل عام 2015، السنة نفسها التي حصلت فيها على جائزة فخرية.

## وصلات خارجية
- جينا رولاندز على موقع IMDb (الإنجليزية)
- جينا رولاندز على موقع الموسوعة البريطانية (الإنجليزية)
- جينا رولاندز على موقع روتن توميتوز (الإنجليزية)
- جينا رولاندز على موقع مونزينجر (الألمانية)
- جينا رولاندز على موقع قاعدة بيانات الأفلام العربية
- جينا رولاندز على موقع ألو سيني (الفرنسية)
- جينا رولاندز على موقع تيرنر كلاسيك موفيز (الإنجليزية)
- جينا رولاندز على موقع أول موفي (الإنجليزية)
- جينا رولاندز على موقع بوكس أوفيس موجو (الإنجليزية)
- جينا رولاندز على موقع قاعدة بيانات برودواي على الإنترنت (الإنجليزية)